# Černolice

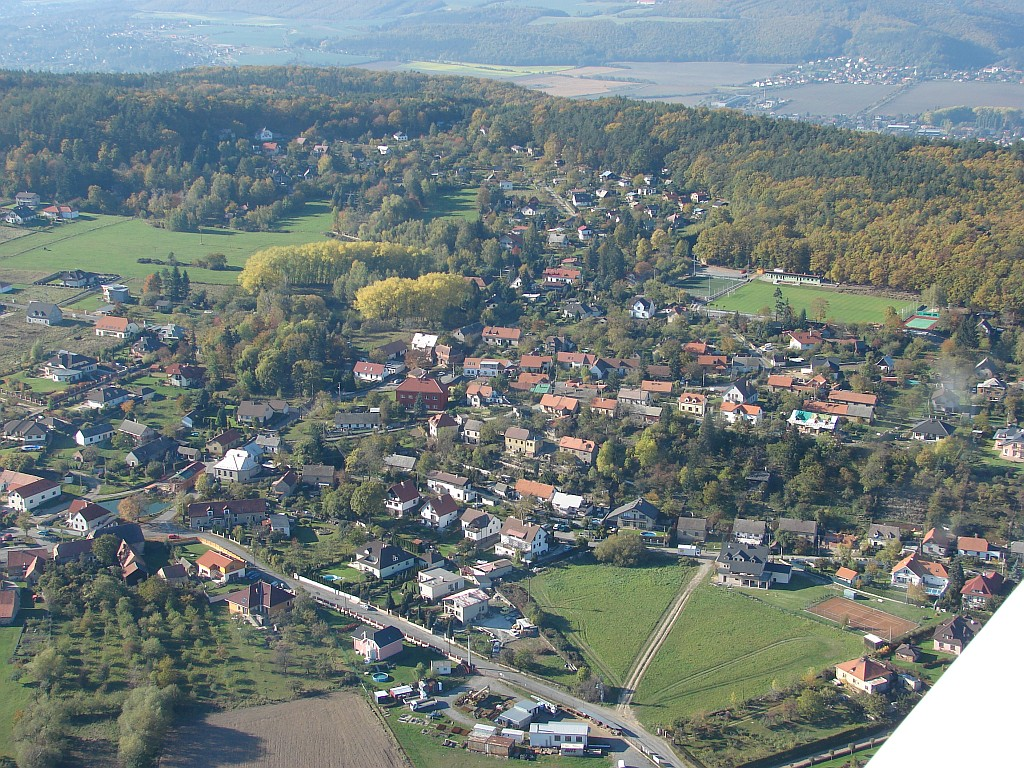
Luftaufnahme des Ortes

Černolice (deutsch Cernolitz, auch Tschernolitz) ist eine Gemeinde in Tschechien. Sie liegt 21 Kilometer südwestlich des Stadtzentrums von Prag in den Ausläufern des Brdywaldes und gehört zum Okres Praha-západ.

## Geographie
Der Ort befindet sich südlich des Berounkatales in den Hřebeny. Černolice liegt am Südhang des Červená hlína (467 m), nordwestlich erhebt sich der Chlum (445 m). Im Osten durchschneidet das Tal des Všenorský potok den Kamm, im Tal des Baches liegt die Feriensiedlung Potoky. Südlich des Nachbardorfes Řitka verläuft die Trasse der Schnellstraße R 4.
Nachbarorte sind Všenory im Norden, Jíloviště im Nordosten, Trnová und Klínec im Osten, Jiráskova čtvrť im Südosten, Řitka im Süden, Řevnice im Westen sowie Lety und Dobřichovice im Nordwesten.

## Geschichte
Erstmals urkundlich erwähnt wurde das Dorf Črnidlice im Jahre 1239 als Besitz des Klosters Kladruby. Durch Černolice führte der Goldene Steig, eine alte Handels- und Heeresstraße von Prag über Řepy, Křtěn, Ořech, Chýnice, Třebotov und Černošice nach Bechyně bzw. Prachatice in Südwestböhmen, zu der am Všenorský potok Weg aus dem Tal der Mies, wie die Berounka früher bezeichnet wurde, stieß. Vor 1620 wurde das Gut Černolice zum Besitztum des Domkapitels St. Veit. Zu Beginn des 18. Jahrhunderts erwarb Wenzel von der Goltz auf Roth-Hradek Černolice. Später wurde das Gut Černolice an das Gut Wschenor angeschlossen. Im 18. Jahrhundert entstand der Meierhof Neuhof (Nový Dvůr) mit einer Schäferei. Am 16. September 1770 richteten mehrere Bewohner des Ortes eine Beschwerde an das Landesgubernium. Zu den nachfolgenden Besitzern des Gutes Wschenor samt Černolitz gehörte Johann Mladota von Solopisk, der es 1787 an Philipp Eyben verkaufte. Dieser veräußerte den Besitz an Joseph Kriesten, dem sein gleichnamiger Sohn und Enkel folgten. Von letzterem kaufte 1837 der Prager Bürger Vinzenz Noltsch das Gut.
Im Jahre 1788 bestand das Dorf Černolice im Berauner Kreis aus 24 Häusern. 1845 lebten in den 45 Häusern von Černolitz bzw. Tschernolitz 337 tschechischsprachige Einwohner. Im Ort gab es ein Wirtshaus. Abseits lag der Meierhof Neuhof bzw. Nowý Dwůr. Pfarrort war Lischnitz. Bis zur Mitte des 19. Jahrhunderts blieb Černolitz dem Gut Wschenor samt Černolitz untertänig.
Nach der Aufhebung der Patrimonialherrschaften bildete Černolice mit dem Ortsteil Všenory ab 1849 eine Gemeinde im Gerichtsbezirk Königsaal. 1850 hatte die Gemeinde Černolice / Černolitz 614 Einwohner. Ab 1869 gehörte die Gemeinde zum Bezirk Smichow. Ab 1910 führte die Gemeinde den Namen Černolice-Všenory. Im April 1919 trennten sich Černolice und Všenory; die Trennung wurde am 10. Juni 1922 wirksam. 1927 wurde Černolice dem Okres Praha-venkov, 1942 dem Okres Praha-venkov-jih und 1949 zum Okres Praha-jih zugeordnet. Seit 1961 gehört die Gemeinde zum Okres Praha-západ.

## Sport
Im Ort ist der Fußballklub SK Černolice ansässig, für den mehrere bekannte tschechische Fußballspieler wie Jan Berger, Günter Bittengel, Jan Fiala, Ivan Hašek, Jozef Chovanec, Petr Rada, Oldřich Rott, Petr Králíček und Ladislav Vízek zum Ausklang ihrer aktiven sportlichen Laufbahn spielten.

## Sehenswürdigkeiten
- Černolické skály, auch Čertovy skály genannt, Quarzitfelsen aus dem Ordovizium oberhalb des Dorfes am Červená hlína

## Persönlichkeiten
Luděk Macela (* 3. Oktober 1950 in Černolice; † 16. Juni 2016), Fußballspieler und Olympiasieger mit der Tschechoslowakischen Mannschaft